# Agathosma linifolia
Agathosma linifolia är en vinruteväxtart som beskrevs av Lichtst. och Roem. & Schult.. Agathosma linifolia ingår i släktet Agathosma och familjen vinruteväxter. Inga underarter finns listade i Catalogue of Life.